# Козлоял-Сюба
Козлоял-Сюба (мар. Кожлаял) — деревня в Мари-Турекском районе Республики Марий Эл. Входит в состав Косолаповского сельского поселения.

## География
Находится в восточной части республики Марий Эл на расстоянии приблизительно 29 км по прямой на север от районного центра посёлка Мари-Турек.

## История
Основана в XIX веке. В 1905 году в ней было 47 дворов, проживало 270 человек. В 1925 году было 295 жителей, в том числе 204 мари и 91 русский. В 1933 году насчитывалось 53 двора. В 1959 году здесь было 178 жителей, в 1970 году — 122, в 1979 году — 63. В 2000 году в деревне осталось 5 семей. В советское время работали колхозы «1 Мая», «Урал», совхозы «1 Мая» и «Октябрьский».

## Население
Население составляло 12 человек (мари 83 %) в 2002 году, 5 в 2010.